# Вугільна промисловість Індії

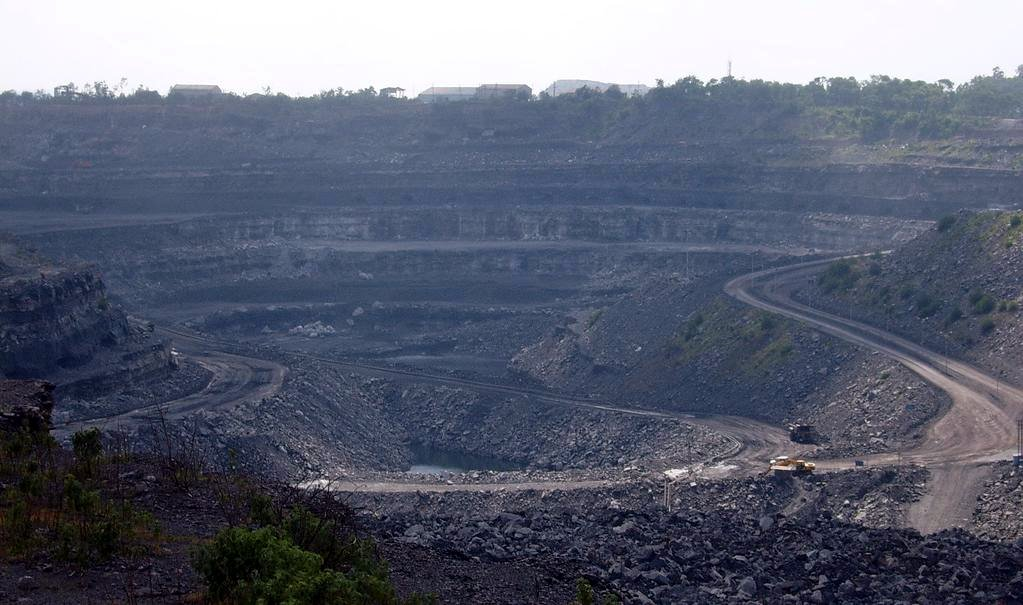
Вугільна копальня в районі Дханбад штату Джхаркханд.

Вугілля Індії

## Запаси і родовища вугілля
Запаси вугілля в надрах країни оцінюються в 208 млрд т, в тому числі достовірно підраховані 70 млрд т. [Indian coal: racked with private sector and imports competition // CoalTrans Int. - 2000. - 15, 1]. Доступні для експлуатації запаси вугілля оцінюють в 51 млрд т, головні поклади знаходяться в Біхарі і на заході Західної Бенгалії, що потребує транспортування вугілля в інші райони країни. Запаси коксівного вугілля оцінюються приблизно в 4 млрд т.
Бл. 56% всіх запасів кам'яного і бурого вугілля в Індії зосереджено в шт. Біхар, Зах. Бенгалія і Мадхья-Прадеш. У Дамодарському вугільному басейні Індії знаходяться найважливіші родов. коксівного вугілля Джхарія, Ранігандж, Сх. і Зах. Бокаро, Півн. і Півд. Каранпура та ін. В бас. р. Маханаді (шт. Орісса) розташовуються родов. енергетичного вугілля Хангір, Іб і Талчер. У бас. відомо 3-4 пласти робочої потужності, один з яких на родов. Талчер досягає 44,6 м. Характеристики вугілля: вологість 8-14%, вміст летких речовин 20,9-36,6%, золи 8-25%. У долині р. Сон (шт. Мадхья-Прадеш) відомо декілька родов. в т.ч. Сінграулі, з унікальним за потужністю пластом Дахінгурдак (133 м). На найбільшому буровугільному родов. Нейвелі (шт. Тамілнад) із загальними запасами 3,3 млрд т розробляється один пласт потужністю 18 м. Вугілля малозольне (3%), вологість 50%, вихід летких речовин 25%, теплота згоряння 10,2-15,0 МДж/кг.
Уран. Всі пром. родов. уранових руд знаходяться в Сінгбхумській зоні в метаморфізованих породах докембрію (всього 58 тис.т. в перерахунку на оксид, вміст урану 0,02-0,2%). Найбільше родов. – Джадугуда (два рудні поклади потужністю 5-6 м і 2-3 м); 75% урану зосереджено в уранініті, 22% –в апатиті і мінералах групи пірохлору-мікроліту.

## Вугільна промисловість
Видобуток вугілля в Індії зріс з 79 млн т в 1974-1975 рр. до 300 млн т в 1999-2000 рр. при дефіциті в 144 млн т на 2000-2007 рр. і в 260 млн т на 2020/2021 рр. У 1999 р. імпортували 9 млн т коксівного і 9,2 млн т енергетичного вугілля [Coaltrans Mag. - 2001. - 16, № 1. - Р. 7].
На 2001 р. видобуток кам'яного вугілля в Індії становить бл. 310 млн т/рік (3-є місце у світі після Китаю та США), з них 75-80% на кар'єрах. Динаміка вуглевидобутку (млн т): 1990 – 217; 1994 – 258; 1998 – 303; 1999 – 330; 2000 – 291; 2001 – 310; 2003 (прогноз) – 350. Спостерігається швидке виснаження запасів для відкритої розробки. Найбільші вугільні копальні: Біхар (Bihar) – 69130 млн т, Орісса (Orissa) – 50 450 млн т, Мадхья Прадеш (Madhya Pradesh) – 43 430 млн т), Західно-Бенгальська (25 900 млн т) і Андгра (Andhra) – 13 600 млн т.
Вугільний метан. Очікується, що Індія буде добувати 13 млн м³ вугільного метану щодня на восьми дільницях, що належать різним компаніям. Початок видобутку передбачається в 2005-2006 рр. Метан, що вилучатимуть у вугленосних областях центральної і східної частин Індії, як очікується, буде постачатися на виробничі підприємства і на електростанції.